# 沈梦露
沈梦露（2002年5月10日—），江苏淮阴人，中国女子职业足球运动员，目前效力于德国女子足球甲级联赛勒沃库森女子足球俱乐部。

## 生涯
2002年出生于江苏省淮安市淮阴区丁集镇，9岁时在淮安市王营镇西坝小学开始接触足球运动，11岁时被交流至徐州，14岁入选江苏省青年队，多次随队夺得U14、U15、U16全国冠军。初期在江苏省江宁足球训练基地接受教导，并在江苏女足梯队迅速成长，2020赛季升入江苏女足一线队并在女超联赛首轮首发出场，在赛季末随队获得女超亚军。2021年7月12日，加盟葡萄牙体育女足。2021年8月29日，在葡萄牙女足超级杯比赛中葡萄牙体育以2-0的比分击败本菲卡女足，沈梦露得以随队夺得冠军。2021年10月31日，葡萄牙女足甲级联赛第4轮，替补登场并完成帽子戏法，帮助葡萄牙体育女足B队7-0大胜阿尔韦卡女足。2021年11月7日，葡萄牙女超联赛第6轮4-0战胜葡萄牙竞技的比赛中，第76分钟替补登场得以完成联赛首秀。2022年1月4日，与葡萄牙体育解约，并于1月6日加盟欧伦竞技。2022年7月31日，加盟凯尔特人女足。2023年5月28日，随队夺得苏格兰女子足总杯冠军。2024年5月19日，夺得苏格兰女子足球超级联赛冠军。
2024年7月22日，沈梦露加入德国女子足球甲级联赛勒沃库森女子足球俱乐部，合约为期两年。

## 国家队
2015年首次入选U13女足国家队，之后又连续入选U14、U16、U18、U19中国女足国家队。2019年，参加U19女足亚洲杯。目前是U20中国女足国家队球员。2023年，首次入选中国女足。

## 奖项

### 团体

#### 俱乐部
- 葡萄牙体育：葡萄牙女足超级杯（2021）
- 凯尔特人：苏格兰女子足总杯（2022-2023）、苏格兰女子足球超级联赛（2023-2024）